# Daling
Daling est un astérisme de l'astronomie chinoise. Il est décrit dans le traité astronomique du Shi Shi, qui décrit les astérismes composés des étoiles les plus brillantes du ciel. Il se compose de huit étoiles plutôt lumineuses correspondant à la partie droite (occidentale) de la constellation moderne de Persée.

## Composition de l'astérisme
Daling est formé d'un ensemble relativement naturel d'étoiles formant un arc de cercle sur la partie droite de la constellation occidentale de Persée, sans atteindre son extrémité nord. Il semble être composé, du nord au sud et dans le sens inverse des aiguilles d'une montre, de :
- 9 Persei (magnitude apparente 5,2)
- τ Persei (3,9)
- ι Persei (4,1)
- κ Persei (3,8)
- β Persei (Algol, 2,1)
- ρ Persei (3,3)
- 16 Persei (4,2)
- 12 Persei (4,9)

L'étoile π Persei, la plus brillante étoile située du proche du bord intérieur de l'arc de cercle correspond probablement à l'astérisme associé à Daling, Jishi (voir ci-dessous).

## Symbolique
Daling représente un mausolée. Celui-ci est situé sur la rive de la rivière céleste Tianhe, c'est-à-dire la bande lumineuse de la Voie lactée. 

## Astérismes associés
Daling n'a pas d'astérisme voisin directement associé, à l'exception de Jishi, rajouté ultérieurement dans le Gan Shi, qui représente des dépouilles mortelles situées dans le mausolée même. Ces deux astérismes côtoient Tianda jiangjun à l'ouest, qui représente un général d'armée et ses hommes, et Tianchuan au nord ouest, qui représente un bateau voguant sur la rivière céleste. Au sud-ouest se trouve Juanshi et Tianchan,  symbolisant la calomnie, ainsi que Tian'e représentant une colline, en rapport avec le vaste ensemble plus loin au sud et sud-est consacré à l'agriculture.